# Jay Leno
Jay Leno (anglès: James Douglas Muir Leno)  (New Rochelle, 28 d'abril de 1950) és un humorista satíric estatunidenc, guanyador d'un Premi Emmy i presentador de televisió, que va succeir Johnny Carson al capdavant del programa The Tonight Show el 1992, on va romandre des de llavors.
Com a personatge, Jay Leno ha aparegut en un episodi dels Simpson, L'última temptació de Krusty, en un episodi d'American Dad!, Stan d'Aràbia, així com a l'episodi La ciutat a la vora de l'eternitat de la segona temporada de South Park, així com a La mare de Cartman és una porca, de la primera temporada.

## Biografia
La seva mare Catherine, mestressa de casa, va néixer a Greenok (Escòcia) i va emigrar als Estats Units a l'edat d'onze anys. El seu pare, Angelo Leno, treballava en una companyia d'assegurances i va néixer a Nova York, on també van emigrar els seus pares procedents de Flumeri (Itàlia). Leno va créixer a Andover (Massachusetts), i va estudiar logopèdia a l'escola Emerson College, on es va llicenciar el 1973. Leno té un germà que és excombatent.
A mesura que es feia gran, Leno acostumava a dir que voldria esdevenir el successor de Johnny Carson, cosa que finalment va fer. Al començament de la seva carrera professional, va realitzar anuncis per a la marca d'aperitius Doritos. A la fi dels anys 70 va ser el teloner d'artistes com Johny Mathis, Tom Jones o John Denver. El 1992, va reemplaçar Johny Carson com presentador del programa de televisió The Tonight Show. El juny del 2009, Conan O'Brien ocupà el seu lloc.
En una entrevista l'agost de 2007 que va fer al periodista de la CNN Anderson Cooper en el seu programa The Tonight Show, Jay Leno va dir que era dislèxic.